# Sudauen

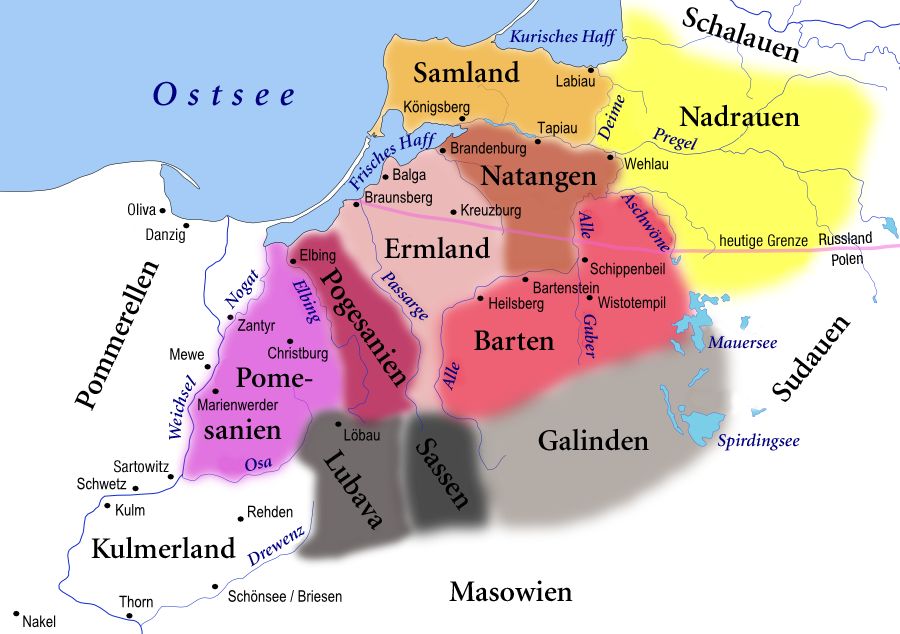
Altpreußische Landschaften und Stämme

Sudauen ist eine historische Landschaft in Ostmitteleuropa, als Dainava  ein historisches Land von Litauen.

## Name
Die Bezeichnung Sudauen (prußisch Sudawa, litauisch Sūduva, Suvalkija) bezieht sich auf den altpreußischen Stamm der Sudauer/Jatwinger. Der griechische Geograph Ptolemäus erwähnte Galindai kai Sudinoi; Peter von Dusburg schrieb in seiner Chronik von Galindite und Suduwite. In russischen Quellen (ab 983 n. Chr.) werden die Sudauer als Jadwinger gekennzeichnet. In der Hypatiuschronik aus dem 15. Jahrhundert wechseln die Schreibweisen: Jatviagy, Jatviezie, Jatviažin, zemlia Jatveskaja, na zemliu Jatviažs´kuju und andere. In lateinischen Quellen und solchen des benachbarten polnischen Herzogtums Masowien wurden die Sudauer Polexiani genannt. Der Chronist Kadlubek ordnet sie den Prußen zu: sunt autem Pollexianni, Getarum seu Prussorum genus. Der Name Polexia könnte sich aus polnisch polesie = ‚am Waldrand‘ ableiten. Polnische Quellen übernahmen auch russische Bezeichnungen: Jazviagi, Iazvizite, Jazvizite, Yazvizite usw. Im Vertrag mit dem Ritterorden von 1260 heißt es „terre Getuizintarum“. Diese Bezeichnung kam über die Polen nach Westeuropa und zur Kurie in Rom. So ist in päpstlichen Dokumenten von terra Jatwesouie, Gretuesia, Gzestuesie, Getuesia und Getvesia zu lesen. Der Orden dagegen nannte diesen prußischen Stamm Sudowite, Sudowia, in qua Sudowite, wobei Wite bzw. Witte (deren Quellfluss ist als Wittewater belegt) die im 12. Jahrhundert benutzte prußische Bezeichnung der Weichsel ist und Witland das von Prußischen Stämmen bewohnte Land kennzeichnet.
Da die Namen Sudauen und Jadwingen chronologisch nie gleichzeitig erscheinen, ist davon auszugehen, dass es sich um ein und denselben Stamm handelt.
Im Breslauer Urteil des Kaisers Sigismund von Luxemburg von 1325 heißt es Suderlandt alias Jetuen. Zwei Dotationen (1253 und 1259) von Mindaugas I. an den Livländischen Orden geben diesem Landstrich einen weiteren Namen: Dainava, Deynowe, Dainowe, Denowe (Land der Lieder). In litauischen Annalen des 16. Jahrhunderts werden die Wälder Deinova Jatvež erwähnt.
Nach der vom Dominikaner-Mönch Simon Grunau erfundenen Sage war Sudo der dritte Sohn des Königs Widowuti. Er bekam das Land zwischen Crono, Skara (Pregel) und Curtono (Kurisches Haff). Er baute sich eine Feste Perpeylko. Das Land ward nach ihm Sudauen genannt. „Das Volk, das darin wohnte, hielt sich von Anbeginn ehrbar und däuchten sich alle Edelinge, weil sie allein mit dem Sudo einen mächtigen König des Venederlandes, jetzt Russisch-Litauen, besiegt. Die Sudauer aber sind bis auf den heutigen Tag ein lustig Volk geblieben, das seine größte Freude im Trinken hat.“

## Geographische Bestimmung
In den Quellen wird die Frage nach der genauen geographischen Lage des sudauischen Stammesgebiets sehr uneinheitlich beantwortet. Doch ist anzunehmen, dass die Memel die natürliche östliche und nördliche Grenze gewesen ist. Die westliche Grenze zu Galindien und Nadrauen verläuft entlang des Lyck(Leck): Baranner Forst, Dombrowsker Forst, Lycker Seenkette (Lyck See, Sonnau See, Groß Marger See, Uloffke See, Laschmiaden See, Sonntag See, Haszner See), Rothebudener Forst, Rominter Heide, Wyschtiter See. In Litauen gehören die Regionen Marijampolė und Alytus zum sudauischen Gebiet. Über die Südgrenze bestehen mehr Unklarheiten, doch dürften beide Uferseiten der Narew als Grenze angenommen werden.

## Landschaft
Obwohl das Gebiet durch undurchdringliche Urwälder und Sümpfe gekennzeichnet war, betrieben die Sudauer Landwirtschaft. Der Chronist Ipatius war verwundert, dass das große Heer des Daniel aus Wolhynien mitsamt den Pferden mit den Vorräten von nur zwei eroberten Dörfern auskamen und den Rest noch verbrennen konnten. Ebenfalls berichtet er von der Jagd und dem Tauschhandel mit Wachs und Fellen. In der Hungersnot von 1279 haben die Sudauer den Fürsten Vladimir Halitscho um Roggen gebeten und boten im Tausch Wachs, Eichhörnchen, Biber, schwarze Marder und Silber. Nach der Unterwerfung durch den Ritterorden verwandelte sich das Land in Heideflächen, Wälder und Wüsteneien, wobei der Orden stets darauf achtete, dass die an Litauen grenzenden Wälder undurchdringlich blieben. Dabei wurden weiterhin die typisch prußischen „Verhaue“ aus dornigem Gestrüpp und Baumstämmen genutzt. Dieses trennende, nur äußerst schwach besiedelte Waldmassiv wurde mit einem „Meer“ zwischen dem Orden und dem Großfürstentum Litauen verglichen. Sudauische Schanzen und Wehranlagen sind im Powiat Ełk bei Lega (Leegen), Chełchy (Chelchen, 1938–45 Kelchendorf), Szeligi (Seliggen), Krzywe (Rundfließ) und Wierzbowo (Wiersbowen, 1938–45 Waldwerder) nachgewiesen. Zudem gibt es am Skomętno Jezioro (Skomentner See) eine Skomentburg und einen Skomentberg.

## Geschichte
Der Stamm der Sudauer leistete den Rittern des Deutschen Ordens am längsten Widerstand. Erst 1283 übernahm der Sudauerfürst Skomand den christlichen Glauben und gab den Widerstand auf. Peter von Dusburg vermerkt 1283, dass der große, zum Orden übergewechselte Kantegirde 1600 Sudauer ins nordwestliche Samland hinführte. Dort wurden sie getauft. Ordenspolitik war es, Reste von unterworfenen Stämmen in wüst gewordene Gebiete zu verschleppen. Die sudauische Besatzung der plötzlich überfallenen Burg Kymenovia war mit einer Taufe und der Kapitulation einverstanden. Ihr wurde ein Führer zugeteilt und befohlen, ins Samland zu ziehen. Im Sudauischen Winkel des Samlands bewahrten die Sudauer noch bis ins 16. Jahrhundert ihre eigentümlichen Gebräuche. Pfarrer Poliander schreibt in einem lateinisch verfassten Brief 1535, dass an der Samlandküste Sudini wohnen und dass dieser Landstreifen von 6 bis 7 Meilen den Namen Sudauia trage. Insgesamt ist von 32 Dörfern die Rede, deren Bewohner seit alten Zeiten Bernstein fischten und diesen im Gegensatz zum samländischen „glesis/ glisum“ in ihrer Sprache „gentaras“ nennen würden. Von ihm erfahren wir auch, dass die Sudauer abgeschieden lebten, sich nicht mit den benachbarten Samländern verheirateten, niemand der Ihrigen betteln ließen, hartnäckig an ihren Bräuchen festhielten und Ohr- und Fingerringe mit bronzenen Schellen trugen. Außerdem gürteten sie sich mit versilberten Gürteln. Nichts wurde von auswärts eingeführt, sondern von einheimischen Handwerkern selbst hergestellt. Aurifaber berichtet in seinem 1551 gedruckten Büchlein von 20 sudauischen Dörfern an sieben Stellen des Strandes, darunter auch Palwininkai. Angeblich fischten sie völlig nackt den Bernstein aus dem Wasser. Christoph Hartknoch berichtet 1684, dass es noch biss zu dieser Zeit der Sudauische Winkel heisset.
Wegen fehlender Quellen gibt es über die Sudauer nur wenige, kaum miteinander in Beziehung stehende Tatsachenberichte: Wladimir I. von Kiew überschritt 981 den Bug, sein Sohn Jaroslaw zog 1030/ 31 durch schwer durchgängige Wälder links und rechts der Narew gegen Sudauen. Anfang des 13. Jahrhunderts gab es zwischen Sudauern und dem Fürstentum Galizien-Wolhynien ständige kriegerische Beziehungen. Meist erhielten die Sudauer keinerlei Unterstützung durch andere baltische Nachbarn. 1253 erhielt der Fürst von Kujawien von Papst Innozenz IV. das Recht, das benachbarte sudauische Land zu betreuen, und 1254 wurde beschlossen, zwei Drittel des Gebietes den Kreuzrittern zu übertragen. 1250–1260 konnten sich die Sudauer noch mit den Tataren gegen Polen verbünden, dafür wurde der Stamm dann nahezu von Boleslaw dem Schüchternen (1264) ausgerottet. 1282 verbündeten sich die Sudauer mit den Litauern. Sudauens Süden wurde von den Fürsten Wolhyniens und Polens vernichtet, der nördliche Teil wurde nach der Niederwerfung des großen Aufstandes (1260–1274) durch den Orden angegriffen und versklavt, wovon Peter von Dusburg detailliert berichtet. Skomand und Kantegirde erhielten Land, von den beiden unbesiegten Fürsten ergab sich Gedete, der Sohn Skomands mit 1500 Mann, während Skurdo in Litauen Unterschlupf fand und sich mit seinen Leuten am Unterlauf der Memel ansiedelten. Hier sind noch Ortsnamen wie Skomanten, Thaleiken-Jakob, Sudmanten-Trusch und andere bis heute erhalten. Ebenso bezeugen etliche memelländische Familiennamen wie zum Beispiel Sudermann und Toleikis (tlakis = ‚Bär‘) die sudauische Herkunft.
Im Frieden vom Melnosee musste der Orden 1422 wieder auf den größten Teil Sudauens verzichten, das seitdem zum Großfürstentum Litauen gehörte und damit ab 1596 zur Polnisch Litauischen Adelsrepublik. Mit der Dritten Polnischen Teilung kam dieser größere Teil Sudauens 1795 an Russland. Ab 1815 war das Gebiet der nordöstliche Winkel des mit Russland in Personalunion verbundenen und nach dem polnischen Aufstand von 1830 jeder Eigenständigkeit beraubten Kongresspolen. 1918 wurde das nördliche Sudauen Teil des – zunächst unter deutscher Besatzung – neu konstituierten litauischen Staates. Von 1939 bis 1944 war der südöstliche Teil Sudauens als Suwalkizipfel direkt vom Großdeutschen Reich annektiert und die Stadt Suwałki wurde ebenfalls als Sudauen bezeichnet. Heute gehört der nördliche Teil Sudauens zu Litauen (Zentrum Marijampolė), der südliche Teil zu Polen.

## Sprache und Sprachdenkmäler
Da die Sudauer keine schriftlichen Zeugnisse hinterließen, gab es zwischen den Sprachforschern viele gegensätzliche Meinungen, die teilweise auch durch politische Ansichten (insbesondere polnischer und litauischer Seite) bestimmt waren. Georg Gerullis, der systematisch Chroniken bezüglich der sudauischen Sprache durchsiebte, kam zu dem Schluss, dass keine sprachlichen Tatsachen darauf hinweisen, dass die Sudauer keinen prußischen Dialekt gesprochen haben. Diese Ansicht wird durch russische Wissenschaftler gestützt, die einen großen Einfluss des sudauischen Dialekts auf die polnische sowie masovische Sprache ausgemacht und Ähnlichkeiten zwischen prußischen und jadwingischen Siedlungs- und Bestattungsanlagen festgestellt haben.
- Per nedėlę žirgužį szėrau (Wochüber hab ich’s Rößlein gepfleget)
- Subatoje po pietu sawo bėrą žirgėlį gražei szropawau. (und Sonnabend Nachmittag hab mein liebes Braunpferdchen schön ich gestriegelt.)

- Sėjau rutas, sėjau mėtas (säte Raute, säte Krauseminze)
- sėjau szwėses lėlijates (säte strahlenlichte Lilien)
- sėjau žalius lewendrelus (säte schönen grünen Lavendel).

- Atsimįk bernužėli (Denk dran, lieber Guter’chen)
- Ką wakar kalbėjai (was du gestern sagtest)
- Karcziamėlij už stalėlio, rankėles sudėjai (in der Schenke, hinterm Tische drückend meine Hände).

- Szoka kiszkis, szoka lapė, szoka wisi žwėris (Tanzt der Hase, tanzt der Fuchs, tanzen alle Tiere)
- ir tas briedis, il garietis, ir tas ne tylėju (selbst das Elch, das langebeinte, mag im Forst nicht ruhen).